# Max Black
Max Black (Bacu, 24 de fevereiro de 1909 - Ithaca, 27 de agosto de 1988) foi um filósofo reconhecido na filosofia analítica na primeira metade do século 20. Black contribuiu para a filosofia da linguagem, a filosofia da matemática e ciência e para a filosofia da arte, também publicando estudos dos trabalhos de filósofos como Frege. Suas traduções, com Peter Geach, de publicações de escritos filosóficos de Frege são consideradas textos clássicos.

## Biografia
Nascido no Azerbaijão, Black cresceu em Londres, na Inglaterra, para onde sua família se mudou em 1912 quando ele tinha três anos de idade. Max estudou matemática em Cambridge, onde desenvolveu um grande interesse pela filosofia da matemática. Ele se formou em 1930 e obteve uma associação para estudar em Götingen por um ano. De 1931 a 1936, Black foi mestre em matemática na Royal Grammar School em Newcastle, Inglaterra.
Seu primeiro livro foi "The nature of mathematics" (1933), lecionou matemática no “Instituto de Educação”, em Londres, de 1936 a 1940. Em 1940, Black se mudou para os Estados Unidos, onde entrou para o Departamento de Filosofia da Universidade de Illinois. Em 1948 ele se tornou cidadão naturalizado dos Estados Unidos.
Seu irmão foi o arquiteto Misha Black

## Trabalhos relevantes
- "More about Metaphor" (1979)
- "Models and metaphors: Studies in language and philosophy" (1962)
- "Metaphor,Proceedings of the Aristotelian Society" (1954)
- "Vagueness: An exercise in logical analysis" (1937)